# Поцальо ед Унити
Поца̀льо ед Унѝти (на италиански: Pozzaglio ed Uniti, на местен диалект: Pusaj, Пусай) е община в Северна Италия, провинция Кремона, регион Ломбардия. Административен център на общината е село Поцальо (Pozzaglio), което е разположено на 50 m надморска височина. Населението на общината е 1473 души (към 2017 г.).